# Neoseiulus idaeus
Neoseiulus idaeus är en spindeldjursart som beskrevs av Denmark och Muma 1973. Neoseiulus idaeus ingår i släktet Neoseiulus och familjen Phytoseiidae. Inga underarter finns listade i Catalogue of Life.